# Wilhelm Bisse

Wilhelm Bisse

Wilhelm Bisse (* 9. Juni 1881 in Reinbek; † wahrscheinlich 1946 in Berlin) war ein deutscher Kaufmann, Reedereivertreter, Legationsrat und Reichstagsabgeordneter der NSDAP.

## Leben
Bisse legte nach dem Besuch der Volksschule in Reinbek und des Realgymnasiums in Bergedorf im März 1897 die Sekundarreife ab. Nach einer kaufmännischen Lehre und Anstellung in einer Hamburger Agentur war Bisse ab 1. Juni 1900 Reedereikaufmann bei der „Deutschen Ostafrika-Linie“ des Reeders Adolph Woermann. Für die Reederei war Bisse ab 1905 in Afrika tätig, ab 1907 als Vertreter in Deutsch-Ostafrika. Ab 1910 übernahm er die Leitung der Hauptagentur der Reederei in Daressalam, wurde Reichskommissar der Kaiserlichen Marine und Beisitzer im Oberlandesgericht von Daressalam. Im Ersten Weltkrieg gehörte Bisse vom 28. November 1914 bis zum 12. März 1915 und dann erneut ab dem 13. August 1916 der Schutztruppe in Deutsch-Ostafrika unter Paul von Lettow-Vorbeck an. Am 18. November 1917 geriet er in britische Kriegsgefangenschaft. Zuletzt in einem Gefangenenlager in Kairo festgehalten, wurde er am 26. Oktober 1919 entlassen. Ausgezeichnet mit dem Eisernen Kreuz II. Klasse schied er am 15. März 1920 aus dem Militärdienst aus. 
Im Zivilleben betätigte sich Bisse als selbstständiger Kaufmann im Hamburger Im- und Exporthandel: Von März 1920 bis März 1925 war er Mitinhaber des Exporthauses „Bisse & Ullmann“, von April 1925 bis Februar 1930 Mitinhaber der Firma „J. Mohrhard, Vater & Sohn“ und von Juni 1926 bis Juni 1934 Geschäftsführer der „Deutschen Kolonial-Kontor GmbH“.
Bisse trat zum 1. Dezember 1931 in die NSDAP ein (Mitgliedsnummer 857.247) und war zunächst ehrenamtlicher Mitarbeiter in der Auslandsorganisation (AO) der NSDAP in Hamburg. Nach der Machtergreifung der Nationalsozialisten übernahm er ab 11. August 1933 hauptamtliche Funktionen in der AO; ab dem 19. April 1934 war er Gauamtsleiter, Leiter des Außenhandelsamtes und der Abteilung V der AO unter Ernst Wilhelm Bohle. Am 12. November 1933 erhielt er ein Mandat im Reichstag. Im April 1938 übernahm er zusätzlich im Auswärtigen Amt als Vortragender Legationsrat die Leitung des Referats für Rohstoffe in der Handelspolitischen Abteilung. 1944 war er zudem Sachbearbeiter für den Einsatz neutraler, insbesondere schwedischer Schiffe für Zwecke des Roten Kreuzes. In dieser Funktion reiste er am 11. Juli 1944 zum Internationalen Komitee vom Roten Kreuz (IKRK) nach Genf.
Nach dem Ende des Zweiten Weltkrieges wurde er am 26. Juni 1945 in Berlin-Charlottenburg verhaftet. Am 16. April 1946 wurde er in Berlin durch ein Sowjetisches Militärtribunal wegen Kriegsverbrechen zum Tode verurteilt. Das Todesurteil wurde in Berlin vollzogen.